# Paolo Castellini
Pour les articles homonymes, voir Castellini.
Paolo Castellini est un footballeur italien né le 25 mars 1979 à Brescia. Il évolue au poste de défenseur.

## Biographie
Paolo Castellini a disputé 2 matchs de Ligue des champions avec le Bétis et 3 matchs de Coupe UEFA avec Parme.
Il a joué en équipe d'Italie espoirs et a participé au Championnat d'Europe espoirs 2002.